# تکل (شرکت)
تَکَل (ترکی استانبولی: Tekel) شرکت دخانیات ترکیه‌ای است، که در سال ۱۸۶۲ تأسیس شد.